# Alliance pour la liberté et la démocratie
L'Alliance pour la liberté et la démocratie (ALD) est un parti politique éthiopien créé le 22 mai 2006 autour d'une coalition de plusieurs partis d'opposition : le Front de libération Oromo (FLO), la Coalition pour l'unité et la démocratie (CUD), le Front patriotique du peuple éthiopien (FPPE, également connu sous le nom Arbegnoch Gimbar ou Front patriotique), le Front de libération national de l'Ogaden (FLNO) et le Front de libération Sidama (FLS). Il fut créé lorsque les leaders du FLO ont appelé à former une alliance pour coordonner leurs efforts afin de renverser l'actuel gouvernement du Premier ministre Meles Zenawi, membre du Front démocratique révolutionnaire du peuple éthiopien.